# Емануеле Бірареллі
Емануеле Бірареллі  (італ. Emanuele Birarelli, 8 лютого 1981) — італійський волейболіст, олімпійський медаліст.

## Виступи на Олімпіадах
| Олімпіада   | Дисципліна | Місце |
| ----------- | ---------- | ----- |
| Пекін 2008  | волейбол   | 4     |
| Лондон 2012 | волейбол   | 3     |
| Ріо 2016    | волейбол   | 2     |

## Зовнішні посилання
- Досьє на sport.references.com [Архівовано 30 січня 2010 у Wayback Machine.]